# Theo Molkenboer (schilder)
Theodorus Henricus Antonius Adolph Molkenboer (Leeuwarden, 23 februari 1871 – Lugano (Zwitserland), 1 december 1920) was een Nederlands schilder, en was tevens werkzaam als bouwkundig tekenaar, beeldhouwer, portretschilder, graficus, ontwerper en boekbandontwerper. Hij was ook kostuumhistoricus en beschrijver van nationale klederdrachten. Hij was ridder in de Orde van Oranje-Nassau.

## Familie
Theo Molkenboer werd geboren als oudste zoon van tekenaar en beeldhouwer Willem Molkenboer en Marie Derkinderen, zus van kunstenaar Anton Derkinderen. Andere kinderen uit dit gezin waren de kunstenaars Antoon en Phemia Molkenboer en Vondelkenner prof. Bernard Molkenboer.

## Opleiding
Theo Molkenboer voltooide zijn middelbareschoolopleiding (5-jarige hbs) te Rolduc. Vervolgens studeerde hij aan de - door zijn vader opgerichte - Rijksnormaalschool voor Tekenonderwijzers, afdeling Bouwkunde en rechtlijnig tekenen. Hier studeerde hij af in 1891. In datzelfde jaar behaalde hij de M.O. akten voor handtekenen, en voor bouw- en werktuigbouwkundig tekenen. 
Aanvankelijk voelde hij zich tot de architectuur aangetrokken. In 1891 was hij een tijd als bouwkundig tekenaar werkzaam in de bureaus van de architect Pierre Cuypers, gelegen in de Vondelstraat en op het terrein van het Rijksmuseum te Amsterdam. Hij maakte daar talrijke ontwerpen voor huizen, scholen en kerken. Later, in 1897 bouwde hij nog een tweetal huizen in Amsterdam. Hij zou later altijd sterk geïnteresseerd blijven in kerkbouw. In De Katholiek schreef hij in 1900 een artikel over volkskerken, waarvan de nieuwe opvattingen (centraalbouw met vrij uitzicht op altaar en kansel) op de jongere architecten van na die tijd van veel invloed zijn geweest en door hen in praktijk werden gebracht.
Na zijn periode bij Cuijpers voelde hij zich uiteindelijk meer aangetrokken tot de decoratieve - en portretschilderkunst. Daartoe volgde hij aansluitend (1892) lessen aan de Rijksacademie te Amsterdam, als leerling van August Allebé. Ook volgde hij daar lessen van onder anderen zijn oom Antoon Derkinderen en Gerrit Willem Dijsselhof. In 1897 won hij de Willink van Collenprijs.

## Loopbaan
Zijn aanleg als schilder en tekenaar was reeds vroeg aan het licht gekomen en doordat hij opgroeide in een kunstenaarsmilieu kon zijn talent vlot gedijen. In zijn jonge jaren was hij uiterst vruchtbaar en ondervond hij veel erkenning. Vanaf 1893, na zijn periode bij Cuijpers, begon hij zich meer toe te leggen op het schilderen van mensfiguren, welke studies spoedig portretten werden. Zijn eerste opdracht was de portretschildering van jhr dr  Jan Six, eigenaar van een bekende schilderijen collectie en professor aan de Rijksacademie. Hij had veel succes met de portrettering van belangrijke katholieke persoonlijkheden uit die tijd, zowel geestelijken als leken.
Hij was van 1892 tot 1896 nog directeur eigenaar van de door hemzelf opgerichte "Teekenschool Hendrick de Keijser". Tevens nam hij als lid van de Rijkscommissie voor M.O. akten examens af voor tekenvakken. 
Zijn denkbeelden over kunstkwesties verwerkte hij in een honderdtal artikelen, de eerste in 1894 in het blad De Tijd, later onder meer in De Katholiek. Vanaf 1900 ook in het tijdschrift "Van Onze Tijd", waarvan hij mede-oprichter was.
Zijn publicaties konden altijd rekenen op veel reacties en hij verspilde vaak veel energie in driftige reacties tegen eenieder die niet kon instemmen met zijn kunstopvattingen en -beschouwingen. Zo was het onder meer de invloedrijke dichter-priester-politicus dr. Herman Schaepman die hem (in 1901) een tijdige waarschuwing voorhield: "kunst is geen kritiek, geen beschouwing, maar daad". Door de vele polemieken met kunstbroeders en door zich telkens weer op nieuwe technieken te werpen versnipperde Molkenboer veel van zijn talent. Naast schilder en tekenaar, was hij ook nog actief als etser, lithograaf, beeldhouwer, glasschilder, wandschilder, keramist, ontwerper, meubelontwerper, kunstnijveraar, architect, publicist en kenner van klederdrachten. Deze twee omstandigheden zouden hem in zijn leven steeds meer in de weg gaan zitten : het onophoudelijke streven om een "veelzijdige kunstenaar" te zijn, en de verspeelde sympathie - met name in kunstenaarskringen - door zijn vele ruzies en polemische geschriften.
Na de eeuwwisseling was Molkenboer werkzaam als artistiek leider voor de Faience- en Tegelfabriek 'Holland' te Utrecht van 1901 tot 1904. 
In navolging van zijn broer Antoon trok hij in 1909 naar de Verenigde Staten, waar beiden veel opdrachten verwierven. Molkenboer had daar veel succes als portretschilder in de 'betere kringen', hij reisde driemaal naar de Verenigde Staten (in de periode 1909 - 1913) en vertoefde hoofdzakelijk in Boston en Washington. Zijn grootste en meest eervolle opdracht was de portretschildering van de toenmalige president William Howard Taft, die hiervoor drie middagen poseerde in het Witte Huis, in 1913.
Klederdrachten
Tegelijkertijd begon hij in deze periode met het bijeenbrengen van gegevens over de nationale Nederlandse klederdrachten. De eerste aanleiding hiertoe gaf het Feest der Nationale klederdrachten, dat op 12 september 1913 op zijn initiatief en onder zijn leiding in Amsterdam werd gehouden. Daarbij waren ongeveer 600 personen in ongeveer 100 verschillende klederdrachten bijeen. Sindsdien begon hij stelselmatig te met het fotograferen van de nationale drachten en trok het hele land door om ter plaatse informaties erover te verzamelen. Kennis over de nationale klederdrachten was nog niet eerder stelselmatig bijeengebracht, door de oorlog en de veranderende tijden dreigden het verschijnsel geheel te verdwijnen. Dit stimuleerde hem in deze leegte te gaan voorzien. In 1916 stelde hij er een boekje over samen, dat in 1917 kon verschijnen bij uitgeverij J.H.Meulenhoff. Maar Molkenboer zou uiteindelijk zwaar teleurgesteld raken over zijn project. Eerst richtte hij een verzoek aan de Minister van Binnenlandse Zaken om het bijeenbrengen van gegevens en afbeeldingen van de klederdrachten te willen subsidiëren.  Op advies van de KNAW werd inderdaad een subsidie in het vooruitzicht gesteld, maar zijn plannen werden uiteindelijk gedwarsboomd, met name door dr. A. Pit, de directeur van het Nederlands Miuseum van Geschiedenis en Kunst, te Amsterdam. Ook de gemeente Amsterdam blokkeerde de plannen langs bureaucratische weg.
Mede door deze forse tegenslagen geraakte hij verbitterd en uitgeput. Hij werd ernstig ziek en leed aan tuberculose. In mei 1920 werd hij opgenomen in een sanatorium voor longziekten in Agra, bij Lugano, in de Zwitserse Alpen. Daar overleed hij enkele maanden later, op 1 december 1920, op 49-jarige leeftijd. Theo Molkenboer werd aldaar begraven.
In mei 1921 kwam zijn nalatenschap in Amsterdam ter veiling, bij kunsthandelaar Mak aan het Rokin.

## Galerij

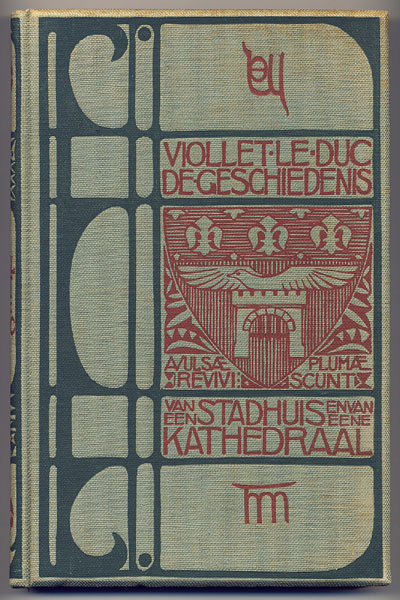
Boekontwerp (1899)
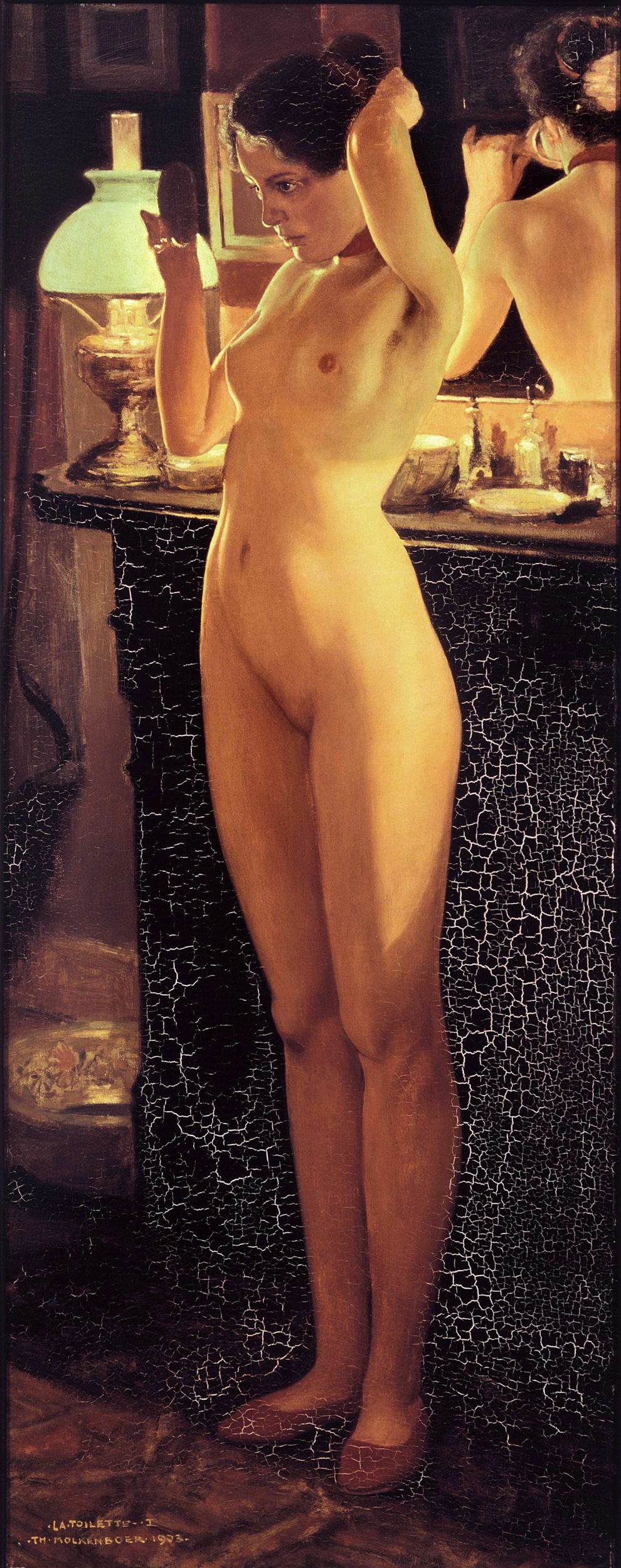
La toilette (1903)
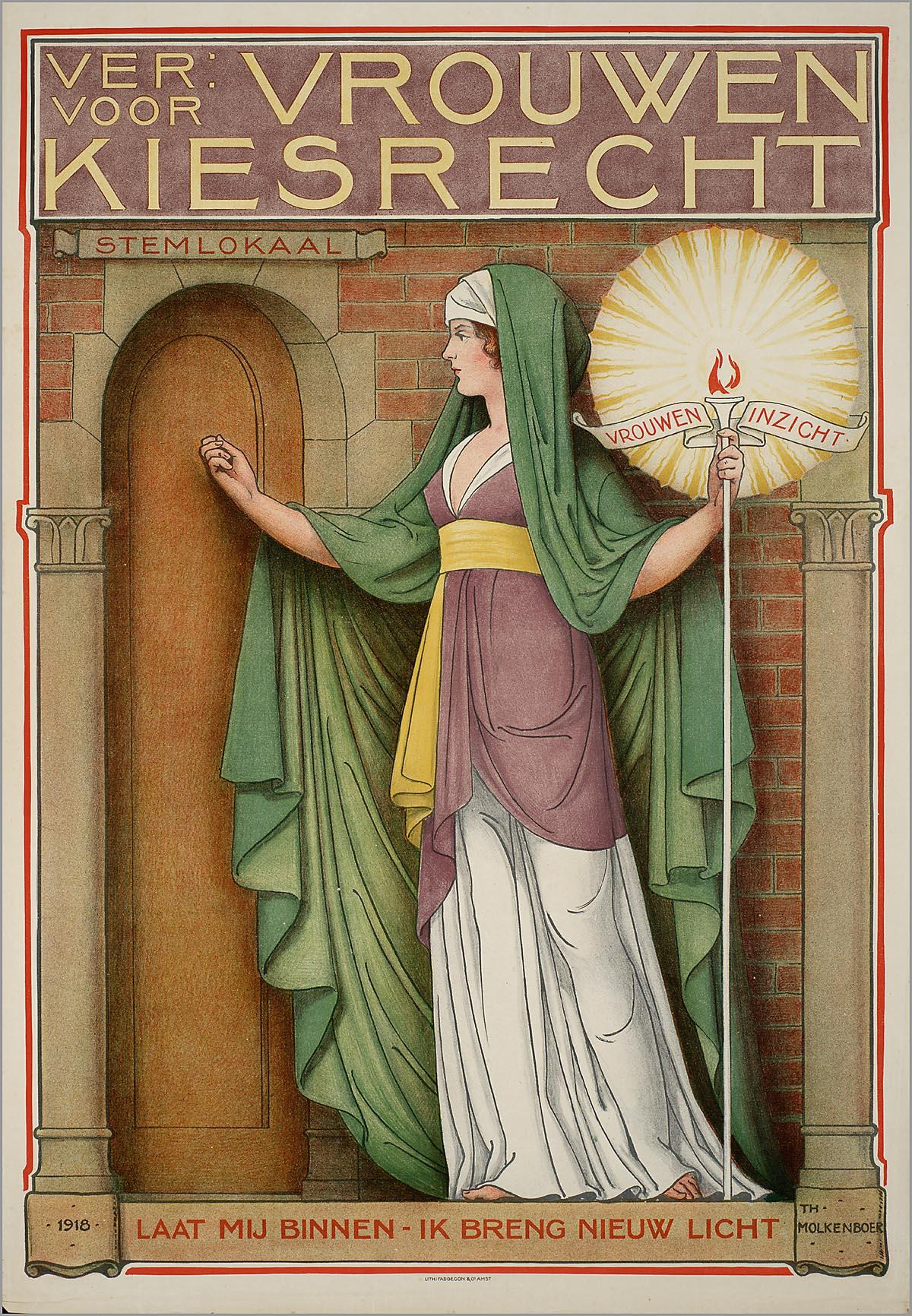
Affiche (1918)
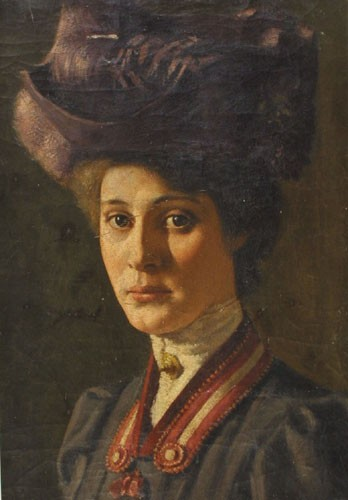
Portret van mevr. Ebbenhorst-Koert

## Publicaties
- "Philosophie van den boekband". In: Maandblad van het Teekenonderwijs, november 1896, p. 49-51.
- "De geschiedenis van een stadhuis en van eene kathedraal", door Viollet-le-Duc, vert. uit het Frans door en met boekomslag van Theo Molkenboer. 1899.
- "De muurschilderingen in de abdij kerk van Rolduc". In: Van Onzen Tijd, jrg. 2, okt. 1901.
- "Engelse kunst". In: Van Onzen Tijd, jrg. 3 no. 5. 1903.
- "Portretschilderkunst: naar aanleiding van de tentoonstelling van oude portretten in Den Haagschen Kunstkring". Den Haag: Haagse Kunstkring, 1903.
- "De tuin: drie maandelijksch gedenkboek naar werken van beeldende en toegepaste kunst". Afl. 1, dec. 1904.
- "100 portretten door Th. Molkenboer". Den Haag: Pulchri Studio, 1909. Tentoonstellingscatalogus.
- "Christelijke kunst: portretten, schilderingen, staties, goud en zilver altaren, borduurwerken, ontwerpen en teekeningen van en door Th. Molkenboer". Amsterdam, 1909.
- "Gedenkboek van den historischen allegorischen optocht gehouden te Amsterdam den 30sten mei 1910 ter gelegenheid van het bezoek van de koninklijke familie te Amaterdam". Haarlem: Emrik & Binger, 1910. Ongepag.
- "Een woord bij de tentoonstelling van vier gepolychromeerde beelden door Th. Molkenboer". Amsterdam: Voskuil, 1916.
- "De Nederlandsche nationale kleederdrachten". Amsterdam: J.M. Meulenhoff, 1917.